# David Hertzog
David William Hertzog ist ein US-amerikanischer Teilchenphysiker.
Hertzog studierte Physik an der Wittenberg University in Springfield (Ohio) mit dem Bachelor-Abschluss 1977 und wurde 1983 am College of William & Mary promoviert. Als Post-Doktorand war er an der Carnegie Mellon University. 1986 wurde er Assistant Professor an der University of Illinois at Urbana-Champaign.  2010 wurde er Professor an der University of Washington, an der er Arthur B. McDonald Distinguished Professor of Physics ist und Direktor des Center for Experimental Nuclear Physics and Astrophysics (CENPA).
Hertzog ist für Präzisionsmessungen am Myon bekannt. Er führte solche Experimente am Brookhaven National Laboratory durch (Muon g-2 Collaboration, er leitete auch eines der Teams, dass das Experiment analysierten und 2004 eine Abweichung vom Standardmodell feststellten) und ist Sprecher des Muon-g-2-Experiments am Fermilab, dass das  anomale magnetische Moment (g-2-Faktor) des Muons mit noch höherer Genauigkeit maß und 2021 die Messung einer Abweichung vom Standardmodell der Teilchenphysik bekanntgab (mit über 4 Standardabweichungen).
Er war Ko-Leiter eines Experiments zu Messung der Lebensdauer des Muons auf 1 ppm genau am Paul-Scherrer-Institut (MuLAN Project, Muon Lifetime ANalysis).
Zuvor arbeitete er an mehreren Experimenten zur Physik von Antiprotonen am LEAR-Speicherring des CERN (Hyperon-Antihyperon-Produktion, Suche nach exotischen Hadronen). Er entwickelte verschiedene Instrumente wie Kalorimeter (Pb/SciFi, für Lead-scintillating fiber electromagnetic calorimeter, mit PbF2 als Nachfolger) in der experimentellen Teilchenphysik.
2000 wurde er Fellow der American Physical Society und 2004 war er Guggenheim Fellow. 2022 erhielt er den Tom-W.-Bonner-Preis für Kernphysik für die Erweiterung der Grenzen für das Verständnis der fundamentalen Symmetrien der Natur durch zuvor unerreichte Präzisionsstudien des Muons, seiner Lebensdauer, seines anomalen magnetischen Moments und seine Messung über die pseudoskalare Kopplungskonstante (Laudatio). 2025 wurde Hertzog zum Mitglied der National Academy of Sciences gewählt.

## Schriften
- mit H. N. Brown u. a.: Precise measurement of the positive muon anomalous magnetic moment, Phys. Rev. Lett., Band 86, 2001, S. 2227
- mit W.M. Morse: The Brookhaven muon anomalous magnetic moment experiment, Ann. Rev. Nucl. Part. Sci., Band 54, 2004, S. 141–174
- Muons: Particles of the moment, Physics World, Band 17, Nr. 3, 2004, S.  29–34
- mit G. W. Bennett u. a. (Muon g-2 Collaboration): Measurement of the negative muon anomalous magnetic moment to 0.7 ppm, Phys. Rev. Lett., Band 92, 2004, S.  161802, Abstract
- mit G. W. Bennett u. a.: Final report of the E821 muon anomalous magnetic moment measurement at BNL, Phys. Rev. D, 73, 2006, S. 072003
- mit G. W. Bennett u. a.: Improved limit on the muon electric dipole moment, Phys. Rev. D, Band 80, 2009, S. 052008
- mit D. M. Webber u. a.: Measurement of the positive muon lifetime and determination of the Fermi constant to part-per-million precision, Phys. Rev. Lett., Band 106, 2011, S. 041803
- mit T. Aoyama u. a.: The anomalous magnetic moment of the muon in the Standard Model, Physics Reports, Band 887, 2020, S. 1–166